# Wędzice
Wdzice [vɛnˈd͡ʑit͡sɛ] (tiếng Đức: Vandüz)  là một khu định cư ở khu hành chính của Gmina Siemyśl, thuộc hạt Kołobrzeg, West Pomeranian Voivodeship, ở phía tây bắc Ba Lan. Nó nằm khoảng 6 kilômét (4 mi)   phía tây bắc Siemyśl, 15 km (9 mi) về phía tây nam của Kołobrzeg và 92 km (57 mi) về phía đông bắc của thủ đô khu vực Szczecin.